# Bürgermeisterwahlen in Sachsen 2006
Bürgermeisterwahlen fanden 2006 in Sachsen in 57 sächsischen Städten und Gemeinden statt. Dabei wurden 34 Bürgermeister im Amt bestätigt und 4 abgewählt. Die Spalte „vorherige Wahl“ ist unvollständig, weil Bürgermeisterwahlen vor 2001 seitens des Statistischen Landesamtes des Freistaates Sachsen nicht vollständig aufgeführt werden.

## Wahlstatistik
| Vorschlag | Anzahl |                    | Bürgermeister | Anzahl |
| CDU       | 20     | - wiedergewählt    | 34            |        |
| FDP       | 2      | - abgewählt        | 4             |        |
| SPD       | 3      | - nicht kandidiert | 19            |        |
| WV, EB    | 32     |                    |               |        |
| gesamt    | 57     |                    |               |        |

WV = Wählervereinigungen
EB = Einzelbewerber

## Wahlergebnisse

### Landkreis Annaberg
Im Landkreis Annaberg fanden in 5 Kommunen Wahlen statt. Diese sind im Folgenden aufgelistet. Eine Neuwahl war nicht nötig. Das entscheidende Wahlergebnis ist markiert.
Gewählte Bewerber:
- CDU: 1
- Einzelbewerber/Bürgerinitiativen: 4
- Amtsinhaber wiedergewählt: 4
- Amtsinhaber abgewählt: 0
- Amtsinhaber nicht angetreten: 1

Namen von Amtsinhabern sind fett dargestellt.
| Wahltermin | Gemeinde             | Bewerber         | Vorschlag        | Ergebnis (in %) | vorherige            | nächste |
| ---------- | -------------------- | ---------------- | ---------------- | --------------- | -------------------- | ------- |
| 7. Mai     | Thum                 | Peter Herrling   | CDU              | 47,9            | vor 2001             | 2013 →  |
| 7. Mai     | Thum                 | Michael Brändel  | Bürgerliste      | 52,1            | vor 2001             | 2013 →  |
| 11. Juni   | Jöhstadt             | Holger Hanzlik   | BF               | 98,3            | vor 2001             | 2013 →  |
| 11. Juni   | Jöhstadt             | Einzelvorschläge | Einzelvorschläge | 1,7             | vor 2001             | 2013 →  |
| 11. Juni   | Mildenau             | Konrad Vogel     | CDU              | 95,2            | vor 2001             | 2013 →  |
| 11. Juni   | Mildenau             | Einzelvorschläge | Einzelvorschläge | 4,8             | vor 2001             | 2013 →  |
| 11. Juni   | Sehmatal             | Udo Ott          | Ott              | 99,3            | vor 2001             | 2013 →  |
| 11. Juni   | Sehmatal             | Einzelvorschläge | Einzelvorschläge | 0,7             | vor 2001             | 2013 →  |
| 11. Juni   | Thermalbad Wiesenbad | Heinz Fischer    | BF               | 92,5            | vor 2001 (als Wiesa) | 2013 →  |
| 11. Juni   | Thermalbad Wiesenbad | Lars Gärtner     | FdF              | 7,5             | vor 2001 (als Wiesa) | 2013 →  |

### Landkreis Aue-Schwarzenberg
Im Landkreis Aue-Schwarzenberg fand in einer Kommune eine Wahl statt. Diese ist im Folgenden aufgelistet. Eine Neuwahl war nicht nötig. Das entscheidende Wahlergebnis ist markiert.
Gewählte Bewerber:
- CDU: 1
- Einzelbewerber/Bürgerinitiativen: 0
- Amtsinhaber wiedergewählt: 1
- Amtsinhaber abgewählt: 0
- Amtsinhaber nicht angetreten: 0

Namen von Amtsinhabern sind fett dargestellt.
| Wahltermin    | Gemeinde | Bewerber            | Vorschlag    | Ergebnis (in %) | vorherige | nächste |
| ------------- | -------- | ------------------- | ------------ | --------------- | --------- | ------- |
| 17. September | Aue      | Franz Heinrich Kohl | CDU          | 68,2            | vor 2001  | 2013 →  |
| 17. September | Aue      | Jens Berghold       | FWV Aue e.V. | 14,8            | vor 2001  | 2013 →  |
| 17. September | Aue      | Hans-Jürgen Rutsatz | Rutsatz      | 16,999          | vor 2001  | 2013 →  |

### Landkreis Bautzen
Im Landkreis Bautzen fanden in drei Kommunen Wahlen statt. Diese sind im Folgenden aufgelistet. Eine Neuwahl war nicht nötig. Das entscheidende Wahlergebnis ist markiert.
Gewählte Bewerber:
- CDU: 3
- Einzelbewerber/Bürgerinitiativen: 0
- Amtsinhaber wiedergewählt: 3
- Amtsinhaber abgewählt: 0
- Amtsinhaber nicht angetreten: 0

Namen von Amtsinhabern sind fett dargestellt.
| Wahltermin | Gemeinde                        | Bewerber           | Vorschlag        | Ergebnis (in %) | vorherige | nächste |
| ---------- | ------------------------------- | ------------------ | ---------------- | --------------- | --------- | ------- |
| 19. März   | Doberschau-Gaußig Dobruša-Huska | Michael Schulze    | CDU              | 98,0            | vor 2001  | 2013 →  |
| 19. März   | Doberschau-Gaußig Dobruša-Huska | Einzelvorschläge   | Einzelvorschläge | 2,0             | vor 2001  | 2013 →  |
| 19. März   | Radibor Radwor                  | Vinzenz Baberschke | CDU              | 95,0            | vor 2001  | 2013 →  |
| 19. März   | Radibor Radwor                  | Einzelvorschläge   | Einzelvorschläge | 5,0             | vor 2001  | 2013 →  |
| 11. Juni   | Cunewalde                       | Thomas Martolock   | CDU              | 98,8            | vor 2001  | 2013 →  |
| 11. Juni   | Cunewalde                       | Einzelvorschläge   | Einzelvorschläge | 1,2             | vor 2001  | 2013 →  |

### Chemnitz
Auch in der kreisfreien Stadt Chemnitz fanden 2006 Oberbürgermeisterwahlen statt. Amtsinhaber Dr. Peter Seifert (SPD) trat nicht mehr an. Nachfolger im Neuen Rathaus wurde Barbara Ludwig (SPD). Eine Neuwahl war nötig. Das entscheidende Wahlergebnis ist markiert.
← 2001 2013 →
| Bewerber            | Vorschlag     | Wahl (11. Juni) | Neuwahl (25. Juni) |
| ------------------- | ------------- | --------------- | ------------------ |
| Karl-Friedrich Zais | Die Linke.PDS | 16,7            | 12,1               |
| Detlef Nonnen       | CDU           | 23,1            | 20,1               |
| Barbara Ludwig      | SPD           | 38,3            | 49,7               |
| Uwe Barthel         | Barthel       | 19,6            | 16,8               |
| Mike Bräutigam      | Bräutigam     | 2,3             | 1,3                |

### Landkreis Chemnitzer Land
Im Landkreis Chemnitzer Land fanden in drei Kommunen Wahlen statt. Diese sind im Folgenden aufgelistet. Eine Neuwahl war in einer Kommune nötig. Das entscheidende Wahlergebnis ist markiert.
Gewählte Bewerber:
- Einzelbewerber/Bürgerinitiativen: 3
- Amtsinhaber wiedergewählt: 1
- Amtsinhaber abgewählt: 1
- Amtsinhaber nicht angetreten: 1

Namen von Amtsinhabern sind fett dargestellt.
| Wahl        | Wahl        | Wahl              | Wahl                    | Wahl            | Neuwahl    | Neuwahl         | vorherige | nächste |
| Wahltermin  | Gemeinde    | Bewerber          | Vorschlag               | Ergebnis (in %) | Wahltermin | Ergebnis (in %) | vorherige | nächste |
| ----------- | ----------- | ----------------- | ----------------------- | --------------- | ---------- | --------------- | --------- | ------- |
| 12. Februar | Callenberg  | Jürgen Lindner    | UBG                     | 44,7            | 5. März    | 48,9            | vor 2001  | 2013 →  |
| 12. Februar | Callenberg  | Joachim Putschke  | FWV                     | 18,9            | 5. März    | n. k.           | vor 2001  | 2013 →  |
| 12. Februar | Callenberg  | Andreas Matthäi   | Matthäi                 | 36,4            | 5. März    | 51,1            | vor 2001  | 2013 →  |
| 14. Mai     | St. Egidien | Wolfgang Schleife | CDU                     | 47,7            |            |                 | ← 2001    | 2013 →  |
| 14. Mai     | St. Egidien | Uwe Redlich       | PERSPEKTIVE St. Egidien | 52,3            |            |                 | ← 2001    | 2013 →  |
| 9. Juli     | Gersdorf    | Wolfgang Streubel | kom. WG Gersd.          | 62,2            |            |                 | vor 2001  | 2013 →  |
| 9. Juli     | Gersdorf    | Angela Rada       | FWV Gersd.              | 37,8            |            |                 | vor 2001  | 2013 →  |

### Landkreis Delitzsch
Im Landkreis Delitzsch fand in einer Kommune eine Wahl statt. Diese ist im Folgenden aufgelistet. Eine Neuwahl war nicht nötig. Das entscheidende Wahlergebnis ist markiert.
Gewählte Bewerber:
- Einzelbewerber/Bürgerinitiativen: 1
- Amtsinhaber wiedergewählt: 1
- Amtsinhaber abgewählt: 0
- Amtsinhaber nicht angetreten: 0

Namen von Amtsinhabern sind fett dargestellt.
| Wahltermin | Gemeinde   | Bewerber         | Vorschlag | Ergebnis (in %) | vorherige | nächste |
| ---------- | ---------- | ---------------- | --------- | --------------- | --------- | ------- |
| 12. März   | Zschepplin | Roswitha Berkes  | Berkes    | 78,9            | vor 2001  | 2013 →  |
| 12. März   | Zschepplin | Christina Toborg | FWZ       | 21,1            | vor 2001  | 2013 →  |

### Landkreis Freiberg
Im Landkreis Freiberg fand in einer Kommune eine Wahl statt. Diese ist im Folgenden aufgelistet. Eine Neuwahl war nicht nötig. Das entscheidende Wahlergebnis ist markiert.
Gewählte Bewerber:
- CDU: 1
- Amtsinhaber wiedergewählt: 0
- Amtsinhaber abgewählt: 0
- Amtsinhaber nicht angetreten: 1

Namen von Amtsinhabern sind fett dargestellt.
| Wahltermin | Gemeinde     | Bewerber            | Vorschlag     | Ergebnis (in %) | vorherige | nächste |
| ---------- | ------------ | ------------------- | ------------- | --------------- | --------- | ------- |
| 2. April   | Augustusburg | Evelyn Jugelt       | CDU           | 66,3            | vor 2001  | 2013 →  |
| 2. April   | Augustusburg | Martin Müller       | WG            | 8,3             | vor 2001  | 2013 →  |
| 2. April   | Augustusburg | Gottfried Jubelt    | Die Linke.PDS | 14,4            | vor 2001  | 2013 →  |
| 2. April   | Augustusburg | Dr. hc Raik Fischer | FDP           | 2,9             | vor 2001  | 2013 →  |
| 2. April   | Augustusburg | Jelena V. Hoffmann  | SPD           | 8,0             | vor 2001  | 2013 →  |

### Hoyerswerda/Wojerecy
In der kreisfreien Stadt Hoyerswerda/Wojerecy fanden auch Oberbürgermeisterwahlen statt. Stefan Skora (Wahlplattform für Hoyerswerda) wurde Nachfolger von Horst-Dieter Brähmig (PDS).
← 2001 2020 →
| Bewerber        | Vorschlag                     | Wahl (10. September) | Neuwahl (24. September) |
| --------------- | ----------------------------- | -------------------- | ----------------------- |
| Stefan Skora    | Wahlplattform für Hoyerswerda | 46,4                 | 53,7                    |
| Ralf Haenel     | Die Linke.PDS                 | 12,5                 | n. k.                   |
| Sandro Fiebig   | Fiebig                        | 20,7                 | 46,3                    |
| Joachim Lossack | Lossack                       | 8,5                  | n. k.                   |
| Jürgen Schröter | Schröter                      | 4,4                  | n. k.                   |
| Jens Schulz     | Schulz                        | 7,5                  | n. k.                   |

### Landkreis Kamenz
Im Landkreis Kamenz fand in einer Kommune eine Wahl statt. Diese ist im Folgenden aufgelistet. Eine Neuwahl war nötig. Das entscheidende Wahlergebnis ist markiert.
Gewählte Bewerber:
- Einzelbewerber/Bürgerinitiativen: 1
- Amtsinhaber wiedergewählt: 0
- Amtsinhaber abgewählt: 1
- Amtsinhaber nicht angetreten: 0

Namen von Amtsinhabern sind fett dargestellt.
| Wahl       | Wahl              | Wahl             | Wahl                    | Wahl            | Neuwahl    | Neuwahl         | vorherige | nächste |
| Wahltermin | Gemeinde          | Bewerber         | Vorschlag               | Ergebnis (in %) | Wahltermin | Ergebnis (in %) | vorherige | nächste |
| ---------- | ----------------- | ---------------- | ----------------------- | --------------- | ---------- | --------------- | --------- | ------- |
| 19. März   | Ottendorf-Okrilla | Lothar Menzel    | CDU                     | 35,5            | 2. Februar | 44,1            | vor 2001  | 2013 →  |
| 19. März   | Ottendorf-Okrilla | Michael Langwald | Die Linke.PDS, FDP, SPD | 42,6            | 2. Februar | 55,9            | vor 2001  | 2013 →  |
| 19. März   | Ottendorf-Okrilla | Birgit Pfützner  | Pfützner                | 22,0            | 2. Februar | n. k.           | vor 2001  | 2013 →  |

### Leipzig
Auch in Leipzig fanden 2006 Oberbürgermeisterwahlen statt. Burkhard Jung (SPD) wurde Nachfolger von Wolfgang Tiefensee (SPD) im Neuen Rathaus.
← 2005 2013 →
| Bewerber                     | Vorschlag     | Wahl (5. Februar) | Neuwahl (26. Februar) |
| ---------------------------- | ------------- | ----------------- | --------------------- |
| Burkhard Jung                | SPD           | 41,6              | 51,6                  |
| Dr. Dietmar Pellmann         | Die Linke.PDS | 15,5              | n. k.                 |
| Uwe Albrecht                 | CDU           | 32,7              | 44,0                  |
| Michael Weichert             | Grüne         | 6,1               | n. k.                 |
| Prof. Dr. Bernd-Rüdiger Kern | DSU           | 0,9               | n. k.                 |
| Karsten Werner               | BüSO          | 0,8               | 1,5                   |
| Benedict Rehbein             | Rehbein       | 2,4               | 3,0                   |

### Landkreis Leipziger Land
Im Landkreis Leipziger Land fand in einer Kommune eine Wahl statt. Diese ist im Folgenden aufgelistet. Eine Neuwahl war nötig. Das entscheidende Wahlergebnis ist markiert.
Gewählte Bewerber:
- CDU: 1
- Amtsinhaber wiedergewählt: 0
- Amtsinhaber abgewählt: 0
- Amtsinhaber nicht angetreten: 1

Namen von Amtsinhabern sind fett dargestellt.
| Wahl       | Wahl             | Wahl               | Wahl                           | Wahl            | Neuwahl     | Neuwahl         | vorherige | nächste |
| Wahltermin | Gemeinde         | Bewerber           | Vorschlag                      | Ergebnis (in %) | Wahltermin  | Ergebnis (in %) | vorherige | nächste |
| ---------- | ---------------- | ------------------ | ------------------------------ | --------------- | ----------- | --------------- | --------- | ------- |
| 29. Januar | Regis-Breitingen | Werner Heiche      | FDP                            | 17,8            | 12. Februar | 19,4            | ← 2001    | 2013 →  |
| 29. Januar | Regis-Breitingen | Thomas Kratzsch    | CDU                            | 47,5            | 12. Februar | 59,0            | ← 2001    | 2013 →  |
| 29. Januar | Regis-Breitingen | Wolfram Lenk       | Die Linke.PDS                  | 16,9            | 12. Februar | 18,5            | ← 2001    | 2013 →  |
| 29. Januar | Regis-Breitingen | Andre Schreiter    | SPD                            | 2,4             | 12. Februar | 3,0             | ← 2001    | 2013 →  |
| 29. Januar | Regis-Breitingen | Bärbel Frenzel     | Siedlerverein Regis-Breitingen | 6,5             | 12. Februar | n. k.           | ← 2001    | 2013 →  |
| 29. Januar | Regis-Breitingen | Gunter Straßburger | Straßburger                    | 8,8             | 12. Februar | n. k.           | ← 2001    | 2013 →  |

### Landkreis Löbau-Zittau
Im Landkreis Löbau-Zittau fanden in zwei Kommunen Wahlen statt statt. Diese sind im Folgenden aufgelistet. Eine Neuwahl war in einer Kommune nötig. Das entscheidende Wahlergebnis ist markiert.
Gewählte Bewerber:
- Einzelbewerber/Bürgerinitiative: 2
- Amtsinhaber wiedergewählt: 1
- Amtsinhaber abgewählt: 0
- Amtsinhaber nicht angetreten: 1

Namen von Amtsinhabern sind fett dargestellt.
| Wahl        | Wahl            | Wahl                | Wahl       | Wahl            | Neuwahl    | Neuwahl         | vorherige | nächste                    |
| Wahltermin  | Gemeinde        | Bewerber            | Vorschlag  | Ergebnis (in %) | Wahltermin | Ergebnis (in %) | vorherige | nächste                    |
| ----------- | --------------- | ------------------- | ---------- | --------------- | ---------- | --------------- | --------- | -------------------------- |
| 26. Februar | Obercunnersdorf | Heinrich Huschebeck | Huschebeck | 71,2            |            |                 | vor 2001  | Auflösung 2013 (Kottmar) → |
| 26. Februar | Obercunnersdorf | Günter Honisch      | Honisch    | 13,2            |            |                 | vor 2001  | Auflösung 2013 (Kottmar) → |
| 26. Februar | Obercunnersdorf | Janette Kummerlöw   | Kummerlöw  | 15,6            |            |                 | vor 2001  | Auflösung 2013 (Kottmar) → |
| 12. März    | Oderwitz        | Roland Kern         | CDU        | 24,1            | 2. April   | n. k.           | vor 2001  | 2013 →                     |
| 12. März    | Oderwitz        | Adelheid Engel      | HGV        | 46,3            | 2. April   | 73,6            | vor 2001  | 2013 →                     |
| 12. März    | Oderwitz        | Andreas Bräuer      | FSV        | 24,7            | 2. April   | 26,4            | vor 2001  | 2013 →                     |
| 12. März    | Oderwitz        | Frank Förster       | Förster    | 5,0             | 2. April   | n. k.           | vor 2001  | 2013 →                     |

### Landkreis Meißen
Im Landkreis Meißen fanden in 5 Kommunen Wahlen statt. Diese sind im Folgenden aufgelistet. Eine Neuwahl war nicht nötig. Das entscheidende Wahlergebnis ist markiert.
Gewählte Bewerber:
- CDU: 2
- Einzelbewerber/Bürgerinitiativen: 3
- Amtsinhaber wiedergewählt: 4
- Amtsinhaber abgewählt: 0
- Amtsinhaber nicht angetreten: 1

Namen von Amtsinhabern sind fett dargestellt.
| Wahltermin | Gemeinde     | Bewerber         | Vorschlag        | Ergebnis (in %) | vorherige | nächste |
| ---------- | ------------ | ---------------- | ---------------- | --------------- | --------- | ------- |
| 5. März    | Diera-Zehren | Friedmar Haufe   | Haufe            | 73,9            | vor 2001  | 2011 →  |
| 5. März    | Diera-Zehren | Pierre Brandes   | L. u. Bürger     | 26,1            | vor 2001  | 2011 →  |
| 12. März   | Radeburg     | Dieter Jesse     | Jesse            | 79,2            | vor 2001  | 2013 →  |
| 12. März   | Radeburg     | Andreas Hübler   | Hübler           | 20,8            | vor 2001  | 2013 →  |
| 2. April   | Moritzburg   | Georg Reitz      | CDU              | 94,3            | vor 2001  | 2013 →  |
| 2. April   | Moritzburg   | Einzelvorschläge | Einzelvorschläge | 5,7             | vor 2001  | 2013 →  |
| 21. Mai    | Klipphausen  | Gerold Mann      | Mann             | 99,8            | vor 2001  | 2012 →  |
| 21. Mai    | Klipphausen  | Einzelvorschläge | Einzelvorschläge | 0,2             | vor 2001  | 2012 →  |
| 11. Juni   | Nossen       | Uwe Anke         | CDU              | 95,5            | ← 2001    | 2013 →  |
| 11. Juni   | Nossen       | Joachim Werner   | Werner           | 4,5             | ← 2001    | 2013 →  |

### Mittlerer Erzgebirgskreis
Im Mittleren Erzgebirgskreis fanden in 6 Kommunen Wahlen statt. Diese sind im Folgenden aufgelistet. Eine Neuwahl war in einer Kommune nötig. Das entscheidende Wahlergebnis ist markiert.
Gewählte Bewerber:
- CDU: 3
- FDP: 2
- Einzelbewerber/Bürgerinitiativen: 1
- Amtsinhaber wiedergewählt: 6
- Amtsinhaber abgewählt: 0
- Amtsinhaber nicht angetreten: 0

Namen von Amtsinhabern sind fett dargestellt.
| Wahl       | Wahl           | Wahl                 | Wahl             | Wahl            | Neuwahl    | Neuwahl         | vorherige | nächste                            |
| Wahltermin | Gemeinde       | Bewerber             | Vorschlag        | Ergebnis (in %) | Wahltermin | Ergebnis (in %) | vorherige | nächste                            |
| ---------- | -------------- | -------------------- | ---------------- | --------------- | ---------- | --------------- | --------- | ---------------------------------- |
| 19. März   | Deutschneudorf | Heinz-Peter Haustein | FDP              | 99,2            |            |                 | vor 2001  | 2013 →                             |
| 19. März   | Deutschneudorf | Einzelvorschläge     | Einzelvorschläge | 0,8             |            |                 | vor 2001  | 2013 →                             |
| 19. März   | Lengefeld      | Ingolf Wappler       | CDU              | 68,0            |            |                 | vor 2001  | Auflösung 2014 (Pockau-Lengefeld)→ |
| 19. März   | Lengefeld      | Alfons Schauer       | Schauer          | 32,0            |            |                 | vor 2001  | Auflösung 2014 (Pockau-Lengefeld)→ |
| 26. März   | Zöblitz        | Dietmar Georgi       | FDP              | 98,3            |            |                 | vor 2001  | Auflösung 2015 (Marienberg)→       |
| 26. März   | Zöblitz        | Einzelvorschläge     | Einzelvorschläge | 1,7             |            |                 | vor 2001  | Auflösung 2015 (Marienberg)→       |
| 7. Mai     | Pfaffroda      | Reiner Lippmann      | CDU              | 59,5            |            |                 | vor 2001  | 2013 →                             |
| 7. Mai     | Pfaffroda      | Ruth Kreher          | BI Pf            | 31,9            |            |                 | vor 2001  | 2013 →                             |
| 7. Mai     | Pfaffroda      | Wibke Fischer        | FDP              | 8,6             |            |                 | vor 2001  | 2013 →                             |
| 7. Mai     | Wolkenstein    | Guntram Petzold      | Petzold          | 40,7            | 21. Mai    | 49,2            | vor 2001  | 2013 →                             |
| 7. Mai     | Wolkenstein    | Bernd Sachse         | DWV              | 25,0            | 21. Mai    | 28,0            | vor 2001  | 2013 →                             |
| 7. Mai     | Wolkenstein    | Constanze Ulbricht   | CDU              | 18,0            | 21. Mai    | 10,0            | vor 2001  | 2013 →                             |
| 7. Mai     | Wolkenstein    | Peter Siedersleben   | SPD              | 16,3            | 21. Mai    | 12,8            | vor 2001  | 2013 →                             |
| 21. Mai    | Venbusberg     | Kathrin Sieber       | CDU              | 74,3            |            |                 | vor 2001  | Auflösung 2010 (Drebach)→          |
| 21. Mai    | Venbusberg     | Armin Hertel         | BK               | 25,7            |            |                 | vor 2001  | Auflösung 2010 (Drebach)→          |

### Landkreis Mittweida
Im Landkreis Mittweida fanden in 3 Kommunen Wahlen statt. Diese sind im Folgenden aufgelistet. Eine Neuwahl war nicht nötig. Das entscheidende Wahlergebnis ist markiert.
Gewählte Bewerber:
- CDU: 1
- Einzelbewerber/Bürgerinitiativen: 2
- Amtsinhaber wiedergewählt: 2
- Amtsinhaber abgewählt: 0
- Amtsinhaber nicht angetreten: 1

Namen von Amtsinhabern sind fett dargestellt.
| Wahltermin | Gemeinde   | Bewerber         | Vorschlag        | Ergebnis (in %) | vorherige | nächste |
| ---------- | ---------- | ---------------- | ---------------- | --------------- | --------- | ------- |
| 5. März    | Königsfeld | Frank Ludwig     | Ludwig           | 78,4            | ← 2001    | 2013 →  |
| 5. März    | Königsfeld | Einzelvorschläge | Einzelvorschläge | 21,6            | ← 2001    | 2013 →  |
| 12. März   | Rossau     | Horst Glöß       | FWG HGMR         | 94,5            | vor 2001  | 2009 →  |
| 12. März   | Rossau     | Einzelvorschläge | Einzelvorschläge | 5,5             | vor 2001  | 2009 →  |
| 11. Juni   | Erlau      | Jürgen Kunath    | CDU              | 70,8            | vor 2001  | 2009 →  |
| 11. Juni   | Erlau      | Ulf Decke        | FWV              | 29,2            | vor 2001  | 2009 →  |

### Muldentalkreis
Im Muldentalkreis fanden in 6 Kommunen Wahlen statt. Diese sind im Folgenden aufgelistet. Eine Neuwahl war in einer Kommune nötig. Das entscheidende Wahlergebnis ist markiert.
Gewählte Bewerber:
- CDU: 2
- Einzelbewerber/Bürgerinitiativen: 4
- Amtsinhaber wiedergewählt: 4
- Amtsinhaber abgewählt: 0
- Amtsinhaber nicht angetreten: 2

Namen von Amtsinhabern sind fett dargestellt.
| Wahl       | Wahl         | Wahl                  | Wahl             | Wahl            | Neuwahl    | Neuwahl         | vorherige | nächste                    |
| Wahltermin | Gemeinde     | Bewerber              | Vorschlag        | Ergebnis (in %) | Wahltermin | Ergebnis (in %) | vorherige | nächste                    |
| ---------- | ------------ | --------------------- | ---------------- | --------------- | ---------- | --------------- | --------- | -------------------------- |
| 22. Januar | Machern      | Frank Lange           | CDU              | 63,5            |            |                 | ← 2001    | 2013 →                     |
| 22. Januar | Machern      | Silvio Kirsten        | Die Linke.PDS    | 15,3            |            |                 | ← 2001    | 2013 →                     |
| 22. Januar | Machern      | Uwe Richter           | FWGM             | 9,2             |            |                 | ← 2001    | 2013 →                     |
| 22. Januar | Machern      | Heidi Pfüller         | Pfüller          | 11,9            |            |                 | ← 2001    | 2013 →                     |
| 19. März   | Borsdorf     | Ludwig Martin         | Martin           | 85,0            |            |                 | vor 2001  | 2013 →                     |
| 19. März   | Borsdorf     | Silvio Geißler        | Die Linke.PDS    | 4,5             |            |                 | vor 2001  | 2013 →                     |
| 19. März   | Borsdorf     | Gerd Fritzsche        | Fritzsche        | 10,5            |            |                 | vor 2001  | 2013 →                     |
| 19. März   | Falkenhain   | Gerd Härtel           | Härtel           | 35,5            | 4. April   | 41,0            | vor 2001  | Auflösung 2012 (Lossatal)→ |
| 19. März   | Falkenhain   | Martina Lehnigk       | UWV e. V.        | 33,9            | 4. April   | 36,7            | vor 2001  | Auflösung 2012 (Lossatal)→ |
| 19. März   | Falkenhain   | Daniel Barth          | Barth            | 5,2             | 4. April   | n. k.           | vor 2001  | Auflösung 2012 (Lossatal)→ |
| 19. März   | Falkenhain   | Torsten Kühne         | Kühne            | 25,4            | 4. April   | 22,3            | vor 2001  | Auflösung 2012 (Lossatal)→ |
| 21. Mai    | Brandis      | Andreas Dietze        | CDU              | 57,2            |            |                 | vor 2001  | 2013 →                     |
| 21. Mai    | Brandis      | Jürgen Distelrath     | BVB              | 17,0            |            |                 | vor 2001  | 2013 →                     |
| 21. Mai    | Brandis      | Ulrich Gäbel          | Die Linke.PDS    | 13,5            |            |                 | vor 2001  | 2013 →                     |
| 21. Mai    | Brandis      | Thomas Kapst          | Kapst            | 8,1             |            |                 | vor 2001  | 2013 →                     |
| 21. Mai    | Brandis      | Claus-Joachim Lohmann | FDP              | 4,3             |            |                 | vor 2001  | 2013 →                     |
| 11. Juni   | Parthenstein | Jürgen Kretschel      | UWV              | 99,3            |            |                 | vor 2001  | 2013 →                     |
| 11. Juni   | Parthenstein | Einzelvorschläge      | Einzelvorschläge | 0,7             |            |                 | vor 2001  | 2013 →                     |
| 8. Oktober | Bennewitz    | Patric Blum           | Blum             | 9,7             |            |                 | ← 2001    | 2013 →                     |
| 8. Oktober | Bennewitz    | Matthias Spalteholz   | Spalteholz       | 90,3            |            |                 | ← 2001    | 2013 →                     |

### Niederschlesischer Oberlausitzkreis
Im Niederschlesischen Oberlausitzkreis fand in einer Kommune eine Wahl statt. Diese ist im Folgenden aufgelistet. Eine Neuwahl war nicht nötig. Das entscheidende Wahlergebnis ist markiert.
Gewählte Bewerber:
- Einzelbewerber/Bürgerinitiativen: 1
- Amtsinhaber wiedergewählt: 0
- Amtsinhaber abgewählt: 0
- Amtsinhaber nicht angetreten: 1

Namen von Amtsinhabern sind fett dargestellt.
| Wahltermin | Gemeinde | Bewerber    | Vorschlag     | Ergebnis (in %) | vorherige | nächste |
| ---------- | -------- | ----------- | ------------- | --------------- | --------- | ------- |
| 7. Mai     | Neißeaue | Enrico Neu  | WV 94/Deschka | 44,7            | ← 2002    | 2013 →  |
| 7. Mai     | Neißeaue | Ewald Ernst | Ernst         | 55,3            | ← 2002    | 2013 →  |

### Landkreis Riesa-Großenhain
Im Landkreis Riesa-Großenhain fanden in zwei Kommunen Wahlen statt. Diese ist im Folgenden aufgelistet. Eine Neuwahl war nicht nötig. Das entscheidende Wahlergebnis ist markiert.
Gewählte Bewerber:
- CDU: 1
- Einzelbewerber/Bürgerinitiativen: 1
- Amtsinhaber wiedergewählt: 2
- Amtsinhaber abgewählt: 0
- Amtsinhaber nicht angetreten: 0

Namen von Amtsinhabern sind fett dargestellt.
| Wahltermin | Gemeinde    | Bewerber           | Vorschlag        | Ergebnis (in %) | vorherige | nächste |
| ---------- | ----------- | ------------------ | ---------------- | --------------- | --------- | ------- |
| 26. März   | Stauchitz   | Peter Geißler      | Geißler          | 81,5            | vor 2001  | 2013 →  |
| 26. März   | Stauchitz   | Michael Beecken    | Beecken          | 5,3             | vor 2001  | 2013 →  |
| 26. März   | Stauchitz   | Reiner Schlicke    | Schlicke         | 13,2            | vor 2001  | 2013 →  |
| 11. Juni   | Priestewitz | Ernst-Georg Rendke | CDU              | 90,7            | vor 2001  | 2010 →  |
| 11. Juni   | Priestewitz | Einzelvorschläge   | Einzelvorschläge | 9,3             | vor 2001  | 2010 →  |

### Landkreis Sächsische Schweiz
Im Landkreis Sächsische Schweiz fanden in zwei Kommunen Wahlen statt. Diese ist im Folgenden aufgelistet. Eine Neuwahl war nicht nötig. Das entscheidende Wahlergebnis ist markiert.
Gewählte Bewerber:
- Einzelbewerber/Bürgerinitiativen: 2
- Amtsinhaber wiedergewählt: 0
- Amtsinhaber abgewählt: 0
- Amtsinhaber nicht angetreten:  2

Namen von Amtsinhabern sind fett dargestellt.
| Wahltermin  | Gemeinde              | Bewerber                | Vorschlag  | Ergebnis (in %) | vorherige | nächste |
| ----------- | --------------------- | ----------------------- | ---------- | --------------- | --------- | ------- |
| 23. April   | Reinhardtsdorf-Schöna | Olaf Ehrlich            | WV 94      | 67,3            | ← 2001    | 2013 →  |
| 23. April   | Reinhardtsdorf-Schöna | Gabriele Könemann       | Könemann   | 6,1             | ← 2001    | 2013 →  |
| 23. April   | Reinhardtsdorf-Schöna | Frank Zimmermann        | Zimmermann | 26,6            | ← 2001    | 2013 →  |
| 5. November | Neustadt i. Sa.       | Matthias Mews           | CDU        | 18,3            | ← 2001    | 2013 →  |
| 5. November | Neustadt i. Sa.       | Klaus Anders            | NfN        | 19,5            | ← 2001    | 2013 →  |
| 5. November | Neustadt i. Sa.       | Manfred Elsner          | Elsner     | 58,0            | ← 2001    | 2013 →  |
| 5. November | Neustadt i. Sa.       | Hans-Joachim Kreuzahler | Kreuzahler | 4,3             | ← 2001    | 2013 →  |

### Landkreis Stollberg
Im Landkreis Stollberg fanden in 3 Kommunen Wahlen statt. Diese sind im Folgenden aufgelistet. Eine Neuwahl war in einer Kommune nötig. Das entscheidende Wahlergebnis ist markiert.
Gewählte Bewerber:
- CDU: 2
- SPD: 1
- Amtsinhaber wiedergewählt: 2
- Amtsinhaber abgewählt: 1
- Amtsinhaber nicht angetreten: 0

Namen von Amtsinhabern sind fett dargestellt.
| Wahl       | Wahl              | Wahl              | Wahl            | Wahl            | Neuwahl    | Neuwahl         | vorherige | nächste |
| Wahltermin | Gemeinde          | Bewerber          | Vorschlag       | Ergebnis (in %) | Wahltermin | Ergebnis (in %) | vorherige | nächste |
| ---------- | ----------------- | ----------------- | --------------- | --------------- | ---------- | --------------- | --------- | ------- |
| 15. Januar | Thalheim/Erzgeb.  | René Kühn         | SPD             | 83,3            |            |                 | vor 2001  | 2013 →  |
| 15. Januar | Thalheim/Erzgeb.  | Grit Rajteric     | CDU             | 16,7            |            |                 | vor 2001  | 2013 →  |
| 19. März   | Burkhardtsdorf    | Thomas Probst     | CDU             | 98,3            |            |                 | vor 2001  | 2013 →  |
| 19. März   | Burkhardtsdorf    | Einzelvorschlag   | Einzelvorschlag | 1,7             |            |                 | vor 2001  | 2013 →  |
| 11. Juni   | Jahnsdorf/Erzgeb. | Oliver Arnold     | FWG             | 32,0            | 25. Juni   | 36,8            | vor 2001  | 2013 →  |
| 11. Juni   | Jahnsdorf/Erzgeb. | Carsten Michaelis | CDU             | 39,1            | 25. Juni   | 42,1            | vor 2001  | 2013 →  |
| 11. Juni   | Jahnsdorf/Erzgeb. | Lothar Raum       | B.f.B.          | 28,9            | 25. Juni   | 21,2            | vor 2001  | 2013 →  |

### Landkreis Torgau-Oschatz
Im Landkreis Torgau-Oschatz fand in einer Kommune eine Wahl statt. Diese ist im Folgenden aufgelistet. Eine Neuwahl war nicht nötig. Das entscheidende Wahlergebnis ist markiert.
Gewählte Bewerber:
- Einzelbewerber/Bürgerinitiativen: 1
- Amtsinhaber wiedergewählt: 0
- Amtsinhaber abgewählt: 0
- Amtsinhaber nicht angetreten: 1

Namen von Amtsinhabern sind fett dargestellt.
| Wahltermin | Gemeinde  | Bewerber        | Vorschlag | Ergebnis (in %) | vorherige | nächste |
| ---------- | --------- | --------------- | --------- | --------------- | --------- | ------- |
| 5. März    | Mockrehna | Dieter Jentzsch | CDU       | 23,0            | vor 2001  | 2013 →  |
| 5. März    | Mockrehna | Bodo Meier      | SPD       | 5,1             | vor 2001  | 2013 →  |
| 5. März    | Mockrehna | Peter Klepel    | Klepel    | 71,8            | vor 2001  | 2013 →  |

### Vogtlandkreis
Im Vogtlandkreis fanden in zwei Kommunen Wahlen statt. Diese ist im Folgenden aufgelistet. Eine Neuwahl war nicht nötig. Das entscheidende Wahlergebnis ist markiert.
Gewählte Bewerber:
- CDU: 1
- Einzelbewerber/Bürgerinitiativen: 1
- Amtsinhaber wiedergewählt: 2
- Amtsinhaber abgewählt: 0
- Amtsinhaber nicht angetreten:  0

Namen von Amtsinhabern sind fett dargestellt.
| Wahltermin | Gemeinde        | Bewerber             | Vorschlag        | Ergebnis (in %) | vorherige | nächste |
| ---------- | --------------- | -------------------- | ---------------- | --------------- | --------- | ------- |
| 11. Juni   | Klingenthal/Sa. | Reiner Schneidenbach | CDU              | 50,9            | vor 2001  | 2013 →  |
| 11. Juni   | Klingenthal/Sa. | Alexander Ziron      | FWG              | 14,2            | vor 2001  | 2013 →  |
| 11. Juni   | Klingenthal/Sa. | Thomas Zuber         | Die Linke.PDS    | 22,1            | vor 2001  | 2013 →  |
| 11. Juni   | Klingenthal/Sa. | Ralf Meinel          | SPD              | 12,8            | vor 2001  | 2013 →  |
| 7. Mai     | Neustadt/Vogtl. | Gisela Schöley       | Schöley          | 98,7            | vor 2001  | 2013 →  |
| 7. Mai     | Neustadt/Vogtl. | Einzelvorschläge     | Einzelvorschläge | 1,3             | vor 2001  | 2013 →  |

### Weißeritzkreis
Im Weißeritzkreis fanden in drei Kommunen Wahlen statt. Diese sind im Folgenden aufgelistet. Eine Neuwahl war in allen Kommunen nötig. Das entscheidende Wahlergebnis ist markiert.
Gewählte Bewerber:
- Einzelbewerber/Bürgerinitiativen: 3
- Amtsinhaber wiedergewählt: 0
- Amtsinhaber abgewählt: 0
- Amtsinhaber nicht angetreten:  3

Namen von Amtsinhabern sind fett dargestellt.
| Wahl       | Wahl       | Wahl                  | Wahl          | Wahl            | Neuwahl     | Neuwahl         | vorherige | nächste                        |
| Wahltermin | Gemeinde   | Bewerber              | Vorschlag     | Ergebnis (in %) | Wahltermin  | Ergebnis (in %) | vorherige | nächste                        |
| ---------- | ---------- | --------------------- | ------------- | --------------- | ----------- | --------------- | --------- | ------------------------------ |
| 5. Februar | Bannewitz  | Dr. Thomas Rincke     | CDU           | 40,8            | 26. Februar | 47,3            | vor 2001  | 2015 →                         |
| 5. Februar | Bannewitz  | Christoph Fröse       | Fröse         | 40,0            | 26. Februar | 52,7            | vor 2001  | 2015 →                         |
| 5. Februar | Bannewitz  | Martin Seidel         | Seidel        | 19,2            | 26. Februar | n. k.           | vor 2001  | 2015 →                         |
| 5. März    | Höckendorf | Carlo Schütze         | CDU           | 42,0            | 26. März    | 38,3            | ← 2001    | Auflösung 2013 (Klingenberg) → |
| 5. März    | Höckendorf | Torsten Schreckenbach | Höck WV       | 41,2            | 26. März    | 53,5            | ← 2001    | Auflösung 2013 (Klingenberg) → |
| 5. März    | Höckendorf | Gunter Fichte         | Fichte        | 8,7             | 26. März    | 3,3             | ← 2001    | Auflösung 2013 (Klingenberg) → |
| 5. März    | Höckendorf | Rita Kroh             | Kroh          | 8,1             | 26. März    | 4,9             | ← 2001    | Auflösung 2013 (Klingenberg) → |
| 11. Juni   | Tharandt   | Falk Schlegel         | CDU           | 9,6             | 25. Juni    | n. k.           | vor 2001  | 2013 →                         |
| 11. Juni   | Tharandt   | Tilo Lindner          | FDP           | 21,1            | 25. Juni    | 22,3            | vor 2001  | 2013 →                         |
| 11. Juni   | Tharandt   | Michael Funk          | Die Linke.PDS | 3,4             | 25. Juni    | n. k.           | vor 2001  | 2013 →                         |
| 11. Juni   | Tharandt   | Dr. Sabine Fischer    | Dr. Fischer   | 4,1             | 25. Juni    | n. k.           | vor 2001  | 2013 →                         |
| 11. Juni   | Tharandt   | Joachim Jentzsch      | Jentzsch      | 13,6            | 25. Juni    | 6,1             | vor 2001  | 2013 →                         |
| 11. Juni   | Tharandt   | Silvio Ziesemer       | Ziesemer      | 48,1            | 25. Juni    | 71,6            | vor 2001  | 2013 →                         |

### Landkreis Zwickauer Land
Im Landkreis Zwickauer Land fanden in zwei Kommunen Wahlen statt. Diese sind im Folgenden aufgelistet. Eine Neuwahl war in einer Kommune nötig. Das entscheidende Wahlergebnis ist markiert.
Gewählte Bewerber:
- CDU: 1
- Einzelbewerber/Bürgerinitiativen: 1
- Amtsinhaber wiedergewählt: 1
- Amtsinhaber abgewählt: 1
- Amtsinhaber nicht angetreten: 0

Namen von Amtsinhabern sind fett dargestellt.
| Wahl       | Wahl      | Wahl           | Wahl      | Wahl            | Neuwahl    | Neuwahl         | vorherige | nächste |
| Wahltermin | Gemeinde  | Bewerber       | Vorschlag | Ergebnis (in %) | Wahltermin | Ergebnis (in %) | vorherige | nächste |
| ---------- | --------- | -------------- | --------- | --------------- | ---------- | --------------- | --------- | ------- |
| 5. März    | Reinsdorf | Steffen Ludwig | Ludwig    | 74,7            |            |                 | vor 2001  | 2013 →  |
| 5. März    | Reinsdorf | Elke Conrad    | Conrad    | 25,3            |            |                 | vor 2001  | 2013 →  |
| 21. Mai    | Mülsen    | Reiner Müller  | CDU       | 43,9            | 11. Juni   | 46,4            | vor 2001  | 2013 →  |
| 21. Mai    | Mülsen    | Martin Schulz  | FDP       | 6,7             | 11. Juni   | n. k.           | vor 2001  | 2013 →  |
| 21. Mai    | Mülsen    | Hendric Freund | Freund    | 49,4            | 11. Juni   | 53,6            | vor 2001  | 2013 →  |

## Belege
1. ↑  Bürgermeisterwahlen. Abgerufen am 1. Januar 2024.